# Emil Costinescu
Emil Costinescu (n. 12 martie 1844, Iași – d. 11 iunie 1921, București) a fost un economist și politician român, care a deținut funcția de ministru de finanțe al României în intervalele 1902–1904, 1907–1910 și 1914–1916. A fost primar al Bucureștiului în perioada februarie 1901 - aprilie 1901. De la numele lui se trage denumirea stațiunii litorale „Costinești”, înființată de acesta prin colonizare cu germani pe o moșie a sa.
Emil Costinescu era fiul lui Alexandru Costinescu, arhitect și inginer român, profesor la Academia Mihăileană din Iași și la Școala de Ponți și Șosele, Mine și Arhitectură din București.

## Galerie imagini

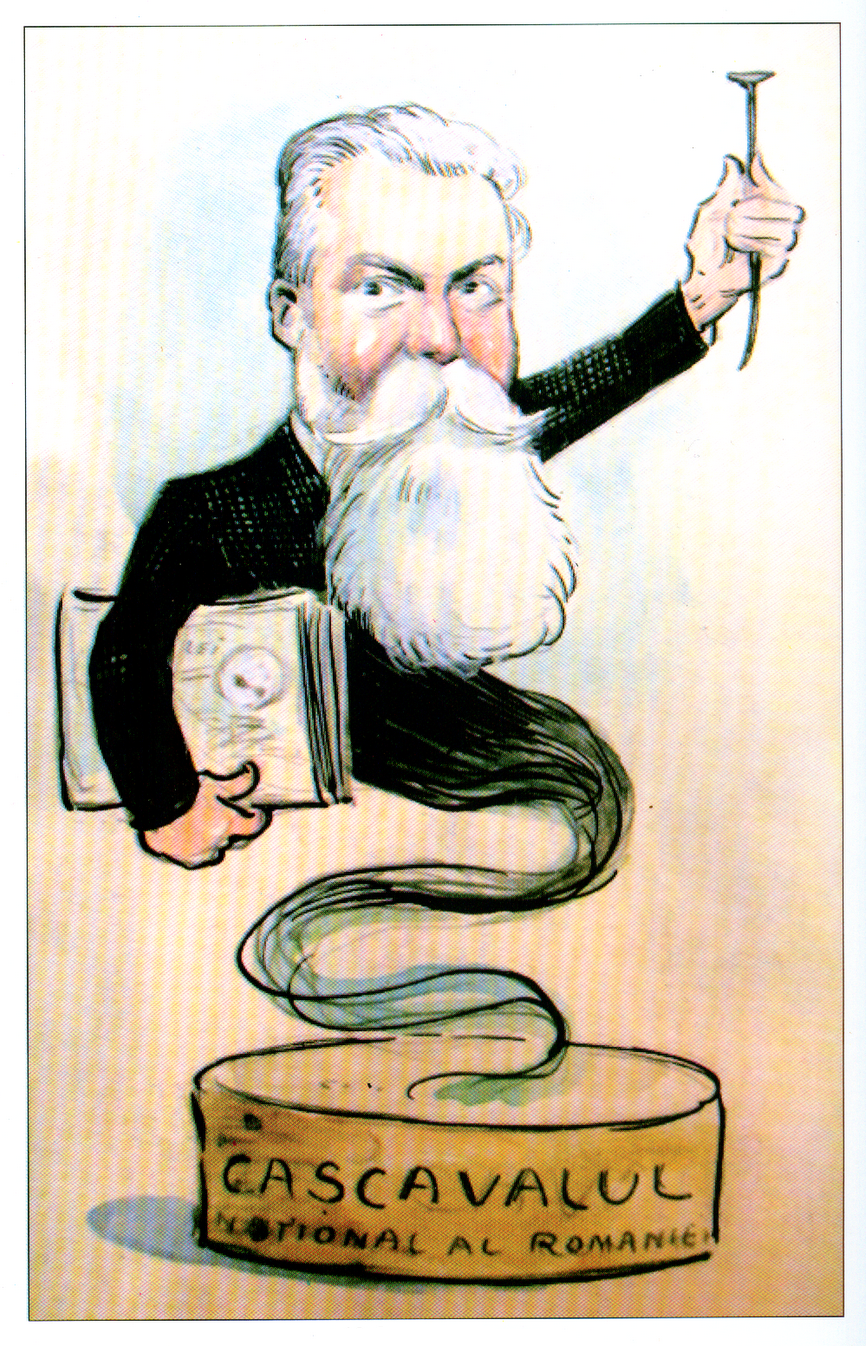
Emil Costinescu - caricatură de Nicolae S. Petrescu-Găină